# Берегаццо-кон-Фільяро
Берегаццо-кон-Фільяро, Береґаццо-кон-Фільяро (італ. Beregazzo con Figliaro) — муніципалітет в Італії, у регіоні Ломбардія, провінція Комо.
Берегаццо-кон-Фільяро розташоване на відстані близько 520 км на північний захід від Рима, 45 км на північний захід від Мілана, 12 км на захід від Комо.
Населення — 2735 осіб (2014).

## Демографія
Населення за роками:

Станом на 1 січня 2023 року в муніципалітеті офіційно проживало 156 іноземців з 30 країн, серед них 26 громадян країн Євросоюзу та 9 громадян України.

## Сусідні муніципалітети
- Апп'яно-Джентіле
- Бінаго
- Кастельнуово-Боцценте
- Ольджате-Комаско
- Ольтрона-ді-Сан-Маметте
- Сольб'яте